# Temporada de furacões no oceano Atlântico de 1950
A temporada de furacões no oceano Atlântico de 1950 foi o primeiro ano no banco de dados de furacões do Atlântico (HURDAT) em que as tempestades receberam nomes na bacia do Atlântico. Os nomes foram retirados do Alfabeto Fonético Conjunto Exército/Marinha, com a primeira tempestade nomeada sendo designada "Able", a segunda "Baker" e assim por diante. Foi uma temporada muito ativa com dezasseis tempestades tropicais, com onze delas se transformando em furacões. Seis desses furacões foram intensos o suficiente para serem classificados como grandes furacões - uma denominação reservada para tempestades que atingiram ventos sustentados equivalentes a Categoria 3 ou mais na escala atual de Saffir-Simpson. Uma tempestade, a décima segunda da temporada, não tinha nome e foi originalmente excluída do resumo anual, e três tempestades adicionais foram descobertas na reanálise. A grande quantidade de fortes tempestades durante o ano rendeu, antes da reanálise moderna, qual foi a maior energia ciclônica acumulada sazonal (ACE) do século 20 na bacia do Atlântico; 1950 manteve o recorde sazonal do ACE até ser quebrado pela temporada de furacões no Atlântico de 1995. No entanto, exames posteriores por pesquisadores determinaram que várias tempestades na temporada de 1950 foram mais fracas do que se pensava, levando a uma ECA mais baixo do que a avaliada originalmente. Esta temporada também bateu o recorde de maior número de tempestades tropicais, oito, no mês de outubro.
Os ciclones tropicais da época, produziram um total de 88 mortes e US$ 38.5 milhões em danos de propriedade (1950 USD). O primeiro oficialmente chamado de furacões do Atlântico foi o Furacão Able, que se formou em 12 de agosto, passou ao largo do litoral da Carolina do Norte, e mais tarde passou em toda a costa Atlântica do Canadá. O furacão mais forte da temporada, o Furacão Dog, atingiu o equivalente a uma Categoria de 4 de furacões na escala de Saffir–Simpson e causou grandes danos para as Ilhas de Sotavento. Dois grandes furacões afetaram a Flórida: Easy produziu a maior precipitação total registada nos Estados Unidos em 24 horas, enquanto o King atingiu o centro de Miami como um furacão de Categoria 4 e causou $27.75 milhões (1950 USD) de danos. Os dois grandes desembarques fizeram do período de 1945-1950 o único período de cinco anos a ter cinco grandes desembarques de furacões nos Estados Unidos—um recorde que se manteve até que foi empatado em 2000. A última tempestade do ano, uma tempestade tropical sem nome, dissipou-se em 13 de novembro.

## Resumo sazonal
| Rank | Temporada | ECA |
| ---- | --------- | --- |
| 1    | 1933      | 259 |
| 2    | 2005      | 250 |
| 3    | 1893      | 231 |
| 4    | 1926      | 230 |
| 5    | 1995      | 228 |
| 6    | 2004      | 227 |
| 7    | 2017      | 225 |
| 8    | 1950      | 211 |
| 9    | 1961      | 189 |
| 10   | 1998      | 182 |

A temporada começou oficialmente em 15 de julho e terminou em 15 de novembro; essas datas delimitam convencionalmente o período de cada ano em que a maioria dos ciclones tropicais  forma-se na bacia do Atlântico. Esta temporada foi a primeira vez que o Serviço Nacional de Meteorologia dos Estados Unidos operou com tecnologia de radar para observar furacões 320 km (200 mi) longe da terra. Embora a temporada tenha começado em 15 de julho, a atividade tropical normalmente não começa antes de agosto. Os trópicos permaneceram tranquilos até o início de agosto, e o US Weather Bureau observou que a temporada foi "notavelmente tranquila". O período de inatividade terminou em 12 de agosto, quando a primeira tempestade tropical se desenvolveu a leste das Pequenas Antilhas. Esta tempestade recebeu o nome de "Able" como parte do Alfabeto Fonético Conjunto Exército/Marinha. (O mesmo alfabeto também foi usado nas temporadas de 1951 e 1952, antes de ser substituído pela nomenclatura feminina em 1953.)
Antes do final de agosto, quatro furacões tinham formado-se no Atlântico, dois dos quais atingiram o status de grande furacão. Um grande furacão é um ciclone tropical com ventos de pelo menos 179 km/h (111 mph); uma tempestade de intensidade será classificada como Categoria 3 ou superior na escala de furacões de Saffir-Simpson introduzida na década de 1970. Em contraste com um agosto ocupado, o mês de setembro viu apenas três tempestades nomeadas desenvolverem-se, apesar de três furacões de agosto duraram até setembro. O furacão Dog tornou-se o furacão mais forte da temporada em 6 de setembro, com ventos de 233 km/h; o seu pico de força ocorreu sobre o Oceano Atlântico aberto, de modo que não causou danos significativos quando estava em pico de força. Foi um dos furacões mais severos registados em Antígua, onde o furacão atingiu o início da sua duração. Formaram-se em outubro oito tempestades ou furacões tropicais, que são maiores do que em qualquer outro ano.
No total, ocorreram dezasseis tempestades tropicais durante a temporada, das quais cinco (Tempestade Tropical How, Tempestade Tropical Mike e três tempestades tropicais sem nome) não atingiram o status de furacão. No geral, seis grandes furacões ocorreram durante o ano. Os Hurricane Hunters fizeram cerca de 300 voos em furacões durante a temporada, a maior desde que a prática começou em 1943. O número de tempestades foi acima da média; em um ano típico, ocorrem onze tempestades tropicais, seis furacões e entre dois e três grandes furacões. Com os numerosos furacões principais, a temporada produziu uma alta energia ciclônica acumulada (ECA) de 211, embora tenha sido avaliada originalmente como 243 antes da reanálise. A certa altura, o total de 1950 foi o maior já registado, antes de ser superado pela temporada de 2005. Este valor é uma aproximação da energia cinética combinada usada por todos os ciclones tropicais ao longo da temporada.

## Sistemas

### Furacão Able
O início da temporada de furacões foi inativo, sem formação de ciclones tropicais durante os meses de junho ou julho. A primeira tempestade do ano teve origem em uma onda tropical que saiu da costa oeste da África por volta de 5 de agosto Seu status nos próximos dias era desconhecido devido a observações esparsas. Em 12 de agosto, o sistema foi denominado Tempestade Tropical Capaz a leste das Pequenas Antilhas, que aumentou para o status de furacão em 14 de agosto Capaz de se intensificar gradualmente à medida que seguia geralmente na direção oeste-noroeste e por volta das 12:00 UTC em 17 de agosto, Able se tornou um grande furacão. Inicialmente, pensou-se que Able representava uma ameaça para as Bahamas e a Flórida. Em vez disso, o furacão virou para noroeste, atingindo seu pico de intensidade como um forte furacão de categoria 3, com ventos de 125 mph (201 km/h). A tempestade mais tarde se voltou para o nordeste, passando perto da costa de Cabo Hatteras, Carolina do Norte e Cabo Cod. Enfraquecendo e acelerando constantemente, Able atingiu a Nova Escócia como um furacão mínimo e, mais tarde, atingiu Terra Nova como uma tempestade extratropical. Dissipou-se no início de 24 de agosto no extremo norte do Oceano Atlântico.
Ao longo da costa da Carolina do Norte, o furacão produziu ventos leves e ondas ásperas, bem como precipitação moderada. Chuvas mais intensas ocorreram no sul da Nova Inglaterra, causando enchentes em partes da cidade de Nova Iorque e produzindo estradas lisas que causaram nove mortes no trânsito. Able produziu ventos de força de furacão na Nova Escócia, e os danos em todo o Canadá totalizaram mais de US $1 milhão (1950 CAD) nas indústrias de agricultura, comunicação e pesca. Duas pessoas morreram no Canadá quando a sua jangada foi derrubada.

### Furacão Baker
Uma onda tropical saiu da África Ocidental em 13 de agosto, que se transformou na tempestade tropical Baker a leste das Pequenas Antilhas em 18 de agosto Moveu-se para noroeste e depois virou para oeste, atingindo o status de furacão em 21 de agosto. No dia seguinte, o furacão atingiu a intensidade da categoria 2 assim que cruzou a Antígua, onde danos pesados foram relatados. Mais de 100 casas foram danificadas ou destruídas, o que deixou milhares de desabrigados. Posteriormente, o furacão começou a enfraquecer, e mais tarde em 22 de agosto seus ventos diminuíram para o status de tempestade tropical. O ciclone atingiu Montserrat como uma forte tempestade tropical. No dia seguinte, atingiu o sudoeste de Porto Rico e, logo em seguida, enfraqueceu-se em uma depressão tropical, passando pela República Dominicana. Baker voltou-se mais para o oeste, recuperando o status de tempestade tropical antes de atingir o leste de Cuba em 24 de agosto. Em Cuba morreram 37 pessoas e as perdas de bens chegaram a vários milhões de dólares.
Em 25 de agosto, Baker enfraqueceu para o status de depressão tropical enquanto cruzava Cuba, mas logo depois recuperou a intensidade da tempestade tropical no oeste do Mar do Caribe. Dois dias depois, Baker entrou no Golfo do México e, no dia seguinte, Baker recuperou o status de furacão. Virou para o norte, atingindo um pico de intensidade de 105 mph (169 km/h) em 30 de agosto Baker enfraqueceu ligeiramente antes de desembarcar na costa perto de Gulf Shores, Alabama, com ventos de 85 mph (137 km/h) em 31 de agosto. Danos em propriedades e safras totalizaram em falta, principalmente entre Mobile, Alabama e Saint Marks, Flórida. Chuvas torrenciais caíram em toda a região, com o maior total ocorrendo em Caryville, Flórida, onde 393 mm (15.49 in) de precipitação. A forte precipitação foi responsável por extensos danos às colheitas em toda a região. O furacão também gerou dois tornados, um dos quais destruiu quatro casas e um prédio em Apalachicola, Flórida. Em Birmingham, Alabama, o vento forte derrubou as linhas de energia, o que causou uma morte e dois ferimentos devido a fios elétricos. Enquanto no interior, Baker seguiu para o noroeste e eventualmente se dissipou no sudeste do Missouri em 1 de setembro.

### Furacão Charlie
Furacão Charlie desenvolveu-se em 21 de agosto a sudoeste das ilhas de Cabo Verde. Na época, o Weather Bureau considerou Charlie um ciclone tropical até quase uma semana depois. Por quatro dias, a tempestade seguiu geralmente para o oeste como uma tempestade tropical fraca. Em 25 de agosto, virou para noroeste e se intensificou, tornando-se um furacão em 28 de agosto. Em 30 de agosto, Charlie atingiu o pico de ventos de 180 km/h (110 mph), embora os caçadores de furacões tenham estimado ventos mais fortes. Na época, o furacão estagnou a leste-sudeste das Bermudas e, posteriormente, mudou para oeste. Em 2 de setembro, Charlie virou para o norte e nordeste. Na época, ele coexistia com dois outros furacões, Dog e Easy; é uma ocorrência rara que três furacões existam simultaneamente no Atlântico. Charlie enfraqueceu lentamente e perdeu características tropicais, e em 5 de setembro Charlie havia feito a transição para um ciclone extratropical cerca de 770 km (480 mi) a sudeste de Halifax, Nova Escócia. Ele se dissipou no final de 5 de setembro sem ter afetado a terra.

### Furacão Dog
Acredita-se que o furacão Dog tenha-se desenvolvido a partir de uma onda tropical que deixou a costa da África em 24 de agosto. A sua primeira observação como um ciclone tropical ocorreu em 30 de agosto, quando foi um furacão de 140 km/h; acredita-se que a tempestade começou mais a leste como um furacão do tipo Cabo Verde, mas não foi detectado antes de 30 de agosto. Na época, o Dog estava localizado a leste das Pequenas Antilhas, e rapidamente atingiu o status de furacão quando se moveu para o oeste-noroeste. O Dog passou pelas Pequenas Antilhas com ventos de 210 km/h. Foi considerado entre os piores furacões da história de Antígua, onde milhares ficaram desabrigados. Os danos foram estimados em US $1 milhão (1950 USD), e houve duas mortes por afogamento na região.
Depois de passar pelas Ilhas de Sotavento, o furacão se transformou em uma deriva para o norte com intensificação contínua. Em 5 de setembro, atingiu velocidades de vento que seriam equivalentes a um furacão de categoria 4 na atual escala de Saffir-Simpson, com ventos sustentados de 145 mph (233 km/h). Operacionalmente, o valor da intensidade do vento foi estimado por Hurricane Hunters em 185 mph (298 km/h) quando o furacão estava localizado a cerca de 720 km (450 mi) sul-sudoeste das Bermudas; acredita-se agora que essa estimativa foi uma superestimativa dos ventos de pico no furacão Dog, embora a tempestade tenha produzido enormes alturas de ondas no mar.
Mantendo a intensidade máxima por cerca de 18 horas, o Dog começou uma tendência de enfraquecimento como fez uma curva acentuada para o oeste. Ele acelerou para o norte em 10 de setembro, e dois dias depois o Dog passou a 200 mi (320 km) do Cabo Cod. Os jornais atribuíram ao furacão chuvas fortes nos Estados do meio do Atlântico, que resultou em cinco mortes. Mais ao norte, o furacão matou 12 pessoas na Nova Inglaterra, e produziu um total de US $2 milhões (1950 USD) de danos materiais. Outros doze morreram em dois naufrágios ao largo da Costa do Canadá. O furacão tornou-se mais tarde um forte ciclone extratropical, mantendo ventos de força de furacão enquanto passava ao sul da Nova Escócia e eventualmente atingindo a Escócia com rajadas de força de furacão em 18 de setembro.

### Furacão Easy
O furacão Easy desenvolvu-se em 1 de setembro de um cavado no oeste do Caribe, que persistiu depois que o furacão Baker se espalhou pela região no final de agosto. Movendo-se para nordeste, o furacão cruzou Cuba em 3 de setembro e entrou no Golfo do México. A Easy virou para noroeste e fortaleceu-se até o pico de intensidade como um furacão de categoria 3. Na época, a Easy estava localizada na costa oeste da Flórida; no entanto, uma crista ao norte fez com que o furacão parasse, executasse um pequeno loop e atingisse a terra perto de Cedar Key. Após o landfall, a Easy mudou-se para o mar, virou-se para sudeste e fez um segundo landfall perto da Praia de Hernando em 6 de setembro O furacão virou para noroeste sobre a Península da Flórida e enfraqueceu gradualmente à medida que avançou para a Geórgia e o sudeste dos Estados Unidos. Em 9 de setembro, Easy dissipou sobre o nordeste do Arkansas.
Os danos em Cuba foram pequenos, embora grande parte do oeste da Flórida tenha sofrido ventos com força de furacão e chuvas fortes. Yankeetown relatou 983 mm (38.70 in) de precipitação em 24 horas, que na época foi o maior total de chuva em 24 horas registado nos Estados Unidos. A precipitação total acumulada em Yankeetown de Easy foi de 1,148 mm (45.20 in), que ainda mantém o recorde do ciclone tropical mais chuvoso da Flórida.  danos foram mais graves em Cedar Key, onde metade das casas foram destruídas e a maioria das restantes danificadas. As chuvas causaram grandes danos às plantações da região. Em todo o estado, a Easy gerou em falta , o total foi menor do que o esperado, devido à escassa população da área afetada. Além disso, o furacão foi indiretamente responsável por duas mortes por eletrocussão. Na época, Easy também era conhecido como o "Furacão Cedar Keys".

### Furacão Fox
Em 8 de setembro, a tempestade tropical Fox esteve presente no Oceano Atlântico aberto entre as Pequenas Antilhas e Cabo Verde, provavelmente originado de uma onda tropical. O furacão Fox foi descoberto pela primeira vez por Caçadores de furacões em 10 de setembro, quando estava localizado a cerca de 1,600 km (1,000 mi) leste de Porto Rico. Um pequeno sistema, o furacão moveu-se geralmente para noroeste e gradualmente se intensificou. Depois de virar em direção ao norte, Fox atingiu o seu pico de intensidade com ventos máximos sustentados de 140 mph (230 km/h) em 14 de setembro, pois passou cerca de 480 km (300 mi) a leste da Bermuda. Seguindo a sua intensidade máxima, o furacão acelerou para o norte e nordeste. Em 17 de setembro, a Fox tinha perdido todas as características tropicais e, mais tarde naquele dia, a circulação dissipou-se a meio caminho entre os Açores e a Terra Nova. Fox nunca afetou a terra ao longo do seu caminho. Quando a Fox se dissipou, foi a primeira vez em 36 dias sem um ciclone tropical ativo no Oceano Atlântico.

### Furacão George
A tempestade tropical George se originou em 27 de setembro de uma forte onda tropical a nordeste das Pequenas Antilhas e a sudeste das Bermudas. Um grande sistema, mudou-se para o noroeste e posteriormente oeste-noroeste. George começou a se fortalecer em 30 de setembro à medida que diminuiu sua velocidade de avanço. No dia seguinte, embora permanecesse quase estacionário ao sul das Bermudas, um navio próximo relatou que George havia atingido a condição de furacão. Continuou se movendo muito lentamente, passando apenas 160 km (100 mi) ao sul de Bermuda. A ilha experimentou ventos de 30 to 40 mph (48 to 64 km/h). Além das bandas de chuva, pouco impacto foi relatado nas Bermudas.
O furacão passou a oeste das Bermudas em 3 de outubro - Um dia depois, George atingiu sua intensidade máxima, atingindo ventos sustentados de 110 mph (180 km/h) ; em seu olho pequeno, um avião Hurricane Hunter da Força Aérea mediu uma pressão central de 960 mb (28 inHg). Ele acelerou para o norte e depois para o nordeste, e em 5 de outubro George fez a transição para um ciclone extratropical. Pouco depois, passou ao sul de Newfoundland, e em 7 de outubro os remanescentes de Jorge se dissiparam ao sul da Islândia.

### Tempestade tropical How
Um vale fraco existia no Golfo do México oriental em 29 de setembro. Uma circulação se desenvolveu dentro da tempestade, tornando-se uma depressão tropical em 1 de outubro. Mais tarde naquele dia, o sistema se intensificou para a Tempestade Tropical How. Inicialmente, a tempestade tropical moveu-se de oeste para noroeste e seus ventos sustentados atingiram o pico em 2 de outubro, estimado em 45 mph (72 km/h). As autoridades aconselharam os pequenos barcos a permanecerem no porto ao longo da costa da Louisiana devido à tempestade. Em 3 de outubro, a tempestade tropical How virou em direção ao sudoeste quando começou a enfraquecer e, no dia seguinte, atingiu a costa perto de La Pesca, Tamaulipas, como uma depressão tropical. Cerca de seis horas depois de chegar ao continente, How se dissipou sobre a Sierra Madre Oriental, no nordeste do México.

### Furacão Item
Em 4 de outubro, um vale estava presente no oeste do Mar do Caribe e era possivelmente um ciclone tropical. Movendo-se para noroeste, o sistema cruzou a Península de Yucatán e foi interrompido, ao mesmo tempo em que se associou a uma frente fria. Surgiu no Golfo do México em 7 de outubro e ficou mais definido. No dia seguinte, o sistema se desenvolveu em Tempestade Tropical Item na costa noroeste da Península de Yucatán. A tempestade mudou-se para o sudoeste e se intensificou em um furacão em 9 de outubro, atingindo ventos de pico de 105 mph (169 km/h) no dia seguinte com base nas observações dos Hurricane Hunters. É possível que Item fosse mais forte, devido ao pequeno tamanho da tempestade, mas falta de observações diretas. Em 11 de outubro, o furacão atingiu o continente às 04:00 UTC perto de Nautla, Veracruz, com rajadas de pico de 110 mph (180 km/h). O furacão rapidamente se dissipou por terra.
Na área escassamente povoada onde Item se moveu para terra, o furacão fez cair forte chuva. Relatos de jornais consideraram-na a pior tempestade a atingir o México em dez anos, com danos em Veracruz totalizando cerca de US$ 1,5 milhões (1950 USD). Os ventos fortes afundaram 20 navios, e apesar de não haver relatos de baixas, o Item causou 15 ferimentos. As comunicações foram interrompidas em toda a região, e árvores derrubadas bloquearam as estradas. Perto de Tuxpam, os ventos danificaram grandes áreas de plantações de banana.

### Furacão Jig
Uma tempestade tropical foi observada pela primeira vez em 11 de outubro no Oceano Atlântico central, a nordeste das Pequenas Antilhas e Sudeste das Bermudas. Dois dias depois, um navio relatou ventos fortes e uma queda de pressão rápida, indicando que um furacão estava na região; o ciclone tropical recebeu o nome de Jig. Moveu-se para noroeste, intensificando-se constantemente antes de virar para norte e Nordeste. Em 15 de outubro, O Furacão Jig passou por cerca de 480 km a leste das Bermudas, e mais tarde naquele dia os seus ventos sustentados alcançaram ventos máximos sustentados de 185 km/h, embora a intensidade fosse incerta, com base em estimativas dos caçadores de furacões. O furacão começou a enfraquecer em 16 de outubro. Jig tornou-se um ciclone extratropical mais tarde naquele dia e rapidamente dissipou-se, nunca tendo afetado a terra devido ao seu pequeno tamanho.

### Furacão King
Um cavado estava presente no Caribe Ocidental em 11 de outubro. Estima-se que uma depressão tropical se desenvolveu ao largo da costa norte de Honduras em 13 de outubro, que se moveu para nordeste e se intensificou para a tempestade Tropical King no dia seguinte. A tempestade tropical foi um pequeno sistema meteorológico ao longo de sua duração. em 16 de outubro, King alcançou a força de furacão enquanto passava entre a Jamaica e as Ilhas Cayman. No dia seguinte, King atingiu Cuba perto de Camaguey, Cuba com ventos de 140 km/h, o equivalente a um furacão de categoria 1. o furacão matou sete pessoas e causou 2 milhões de dólares (1950, 21,3 milhões de dólares) em danos em todo o país.
Depois de atravessar Cuba, King se aprofundou rapidamente quando se virou para o sul da Flórida, tornando-se o sexto e último grande furacão da temporada em 18 de outubro. King fez o desembarque por volta das 04:30 UTC de 18 de outubro, com ventos estimados de 210 km/h, ou categoria 4 na escala de Saffir-Simpson; foi o furacão mais severo a atingir a cidade desde o furacão de Miami de 1926. Ao aproximar-se de Miami, o furacão tinha um raio de ventos máximos de 9,7 km, e uma pressão mínima de 955 mbar (28,2 inHg) foi relatada quando King se moveu através da cidade. A faixa de ventos destrutivos era de apenas 14 mi (23 km), comparado a um pequeno tornado. No início de 19 de outubro, King enfraqueceu-se para uma tempestade tropical sobre o centro-norte da Flórida e no dia seguinte dissipou-se sobre a Geórgia Ocidental. houve mais uma morte na Geórgia.
Em toda a Flórida, os danos totalizaram $ 27.75 milhões (1950 USD), dos quais $15 milhões (1950 USD) estava na Área Metropolitana de Miami. um estudo preliminar indicou que havia 12.290 casas danificadas na região, com mais oito destruídas. Ao longo de seu caminho através do estado, ventos fortes foram observados em torno do Lago Okeechobee, com uma rajada de 150 km/h em Clewiston, Flórida. No geral, houve três mortes no estado.

### Tempestade tropical Doze
Uma tempestade tropical esteve presente no Atlântico Centro-leste em 17 de outubro. Ele se moveu para noroeste no início antes de virar para nordeste em 19 de outubro, quando já era um pequeno ciclone tropical compacto. A tempestade intensificou-se constantemente e seguiu em direção aos Açores, atingindo um pico de intensidade de 110 km/h em 21 de outubro. Mantendo o seu pico de força por 30 horas, a tempestade começou uma tendência de enfraquecimento constante antes de atravessar o sul dos Açores. Ele virou para o Sudeste, enfraquecendo-se para a depressão tropical em 24 de outubro. Posteriormente, o sistema virou-se para o sul e rapidamente dissipou-se. esta tempestade tropical não foi incluída no resumo mensal da temporada de furacões de 1950 e foi adicionada à base de dados de furacões no Atlântico em 1959.

### Furacão Love
Na sequência do furacão King se movendo para o norte através da Flórida, uma área de baixa pressão se tornou um ciclone tropical em 18 de outubro ao sul da Louisiana. Esta tempestade recebeu o nome de Love e rapidamente se fortaleceu, atingindo o status de furacão pouco tempo depois. A tempestade inicialmente se moveu para oeste através do Golfo do México, mas logo balançou para o sul para a porção central do Golfo em 19 de outubro. Acredita-se que os ventos máximos sustentados do furacão Love tenham atingido a sua intensidade máxima no início de 20 de outubro. Ao longo da trilha do furacão, o ar seco infringiu o lado ocidental da circulação do ciclone tropical, o que produziu condições desfavoráveis para a ciclogênese tropical adicional. Em 20 de outubro, a tempestade começou a curvar-se para nordeste em direção à costa oeste da Flórida; no entanto, o ar seco circulou completamente o centro de circulação de Love, enfraquecendo drasticamente o ciclone no processo. Em 21 de outubro, Love enfraqueceu-se para uma tempestade tropical e atingiu a região de Big Bend, na Flórida, ao norte de Cedar Key. Na época, os seus ventos eram apenas de intensidade moderada, e a tempestade degenerou em um cavado de baixa pressão pouco tempo depois. Isto combinado com uma frente fria se aproximando para produzir uma poderosa tempestade extratropical.
Certas áreas começaram a se preparar para a tempestade ao longo da costa oeste da Flórida. Os hospitais instalam instalações de emergência em caso de falha de energia, e alguns residentes costeiros deixam suas casas. Inicialmente, a tempestade estava prevista para atingir a área de Tampa, mas falhou para o norte à medida que enfraquecia. Teria deixado poucos danos nas terras escassamente povoadas onde fez um desembarque.

### Ciclone Mike
Um cavado em movimento ocidental foi evidente no Oceano Atlântico Centro-leste em 24 de outubro, ao sul de uma frente fria dissipadora. Navios na região relataram ventos leves, e observações da superfície sugeriram que uma circulação se desenvolveu em 25 de outubro; com base nisso, estima-se que uma depressão tropical se formou. Um navio nas proximidades relatou ventos alísios em 27 de outubro, sugerindo que se intensificou para uma tempestade tropical com ventos máximos sustentados de 72 km/h. Uma frente fria que se aproximava virou a tempestade para norte, que absorveu a tempestade em 28 de outubro. O Air Weather Service (AWS) observou o sistema como "Storm Mike", mas a tempestade não foi incluída no Resumo Anual Mensal de revisão do tempo, nem foi incluída no banco de dados até que foi adicionado pelo projeto Atlantic hurricane reanalysis em 2014.

### Tempestade tropical Quinze
Navios no leste do Oceano Atlântico sugeriram que uma tempestade tropical estava presente em 28 de outubro com ventos máximos sustentados de 80 km/h. Estima-se que teve origem no dia anterior. A pequena tempestade moveu-se para noroeste e mais tarde para oeste em uma área de observações esparsas, sugerindo um sistema mais fraco. A trilha do sistema terminou em 29 de outubro devido à incerteza, mas estima-se que tenha se dissipado pouco tempo depois.

### Tempestade tropical Dezasseis
Por vários dias em novembro, um cavado estava presente através do Oceano Atlântico Centro-Oeste. Em 10 de novembro, três navios relataram uma circulação ciclônica a nordeste das Bermudas, com ventos máximos sustentados de 110 km/h. Era um sistema grande, e provavelmente teria sido classificado como um ciclone subtropical na era satélite. A tempestade se moveu para nordeste e enfraqueceu, degenerando em um cavado em 12 de novembro antes de se fundir com outro sistema.

## Nomes das tempestades
Esta foi a primeira temporada no banco de dados de furacões no Atlântico em que ciclones que atingiram o status de tempestade tropical foram dados nomes. Os nomes usados para nomear tempestades durante a temporada de 1950 foram retirados do alfabeto fonético conjunto do exército e Marinha, que também foi usado nas temporadas de furacões de 1951 e 1952 antes de ser substituído por nomes femininos em 1953. Os Nomes que não foram atribuídos estão marcados em cinza.cinzento.
| - Able - Baker - Charlie - Dog - Easy - Fox - George - How - Item | - Jig - King - Love - Mike - Nancy (sem usar) - Oboe (sem usar) - Peter (sem usar) - Queen (sem usar) - Roger (sem usar) | - Sugar (sem usar) - Tare (sem usar) - Uncle (sem usar) - Victor (sem usar) - William (sem usar) - Xray (sem usar) - Yoke (sem usar) - Zebra (sem usar) |

## Efeitos sazonais
Esta é uma tabela de todas as tempestades que se formaram na temporada de furacões no Atlântico de 1950. Inclui sua duração, nomes, landfall (s), denotados entre parênteses, danos e totais de morte. As mortes entre parênteses são adicionais e indiretas (um exemplo de morte indireta seria um acidente de trânsito), mas ainda estavam relacionadas a essa tempestade. Danos e mortes incluem totais enquanto a tempestade era extratropical, uma onda tropical, ou uma baixa, e todos os números de danos estão em 1950 USD.
| Escala de Furacões de Saffir-Simpson |    |    |   |   |   |   |   |
| DT                                   | TS | TT | 1 | 2 | 3 | 4 | 5 |

| Able                  | 12 de agosto – 22          | Furacão categoria 3 | 205 (125) | 953  | Carolina do Norte, Nova Inglaterra, Nova Escócia, Terra Nova                                                                       | $1.041 milhões  | 11     |  |
| Baker                 | 18 de agosto – setembro 1  | Furacão categoria 2 | 165 (105) | 978  | Ilhas de Sotavento, Porto Rico, Hispaniola, Cuba, Costa do Golfo dos Estados Unidos                                                | $2.55 milhões   | 38     |  |
| Charlie               | 21 de agosto – setembro 5  | Furacão categoria 2 | 175 (110) | 974  | Nenhum | Nenhum          | Nenhum |  |
| Dog                   | 30 de agosto – setembro 12 | Furacão categoria 4 | 230 (145) | 943  | Pequenas Antilhas, Porto Rico, Costa Leste dos Estados Unidos, Bermuda, Províncias atlânticas do Canadá, Irlanda do Norte, Escócia | $3 milhões      | 26 (5) |  |
| Easy                  | 1 de setembro – 9          | Furacão categoria 3 | 205 (125) | 958  | Cuba, Flórida, Geórgia | $3.3 milhões    | 0 (2)  |  |
| Fox                   | 8 de setembro – 17         | Furacão categoria 4 | 220 (140) | 948  | Nenhum | Nenhum          | Nenhum |  |
| George                | 27 de setembro – outubro 5 | Furacão categoria 2 | 175 (110) | 960  | Islândia | Nenhum          | Nenhum |  |
| How                   | 1 de outubro – 4           | Tempestade tropical | 75 (45)   | 1007 | Texas, Leste do México | Nenhum          | Nenhum |  |
| Item                  | 8 de outubro – 11          | Furacão categoria 2 | 165 (105) | 976  | Península de Iucatã, Oeste do Mexico                                                                                               | $1.5 milhões    | Nenhum |  |
| Jig                   | 11 de outubro – 16         | Furacão categoria 3 | 185 (115) | 987  | Nenhum | Nenhum          | Nenhum |  |
| King                  | 13 de outubro – 20         | Furacão categoria 4 | 215 (130) | 955  | Sudoeste Flórida, Cuba, Bahamas, Geórgia                                                                                           | $32 milhões     | 11     |  |
| Sem nome              | 17 de outubro – 24         | Tempestade tropical | 110 (70)  | 1001 | Nenhum | Nenhum          | Nenhum |  |
| Love                  | 18 de outubro – 22         | Furacão categoria 1 | 130 (80)  | 987  | Geórgia, Louisiana, Sudoeste Flórida                                                                                               | Menor           | Nenhum |  |
| Mike                  | 25 de outubro – 28         | Tempestade tropical | 75 (45)   | 1008 | Nenhum | Nenhum          | Nenhum |  |
| Sem nome              | 27 de outubro – 29         | Tempestade tropical | 85 (50)   | 1010 | Nenhum | Nenhum          | Nenhum |  |
| Sem nome              | 10 de novembro – 12        | Tempestade tropical | 110 (70)  | 1001 | Nenhum | Nenhum          | Nenhum |  |
| Agregado da temporada |                            |                     |           |      | |                 |        |  |
| 16 sistemas           | 12 de agosto – novembro 12 |                     | 230 (145) | 943  | | $43.391 milhões | 86 (7) |  |